# Fati Niger
 (mai 2024).
La mise en forme du texte ne suit pas les recommandations de Wikipédia : il faut le « wikifier ».
Les points d'amélioration suivants sont les cas les plus fréquents. Le détail des points à revoir est peut-être précisé sur la page de discussion.
- Les titres sont pré-formatés par le logiciel. Ils ne sont ni en capitales, ni en gras.
- Le texte ne doit pas être écrit en capitales (les noms de famille non plus), ni en gras, ni en italique, ni en « petit »…
- Le gras n'est utilisé que pour surligner le titre de l'article dans l'introduction, une seule fois.
- L'italique est rarement utilisé : mots en langue étrangère, titres d'œuvres, noms de bateaux, etc.
- Les citations ne sont pas en italique mais en corps de texte normal. Elles sont entourées par des guillemets français : « et ».
- Les listes à puces sont à éviter, des paragraphes rédigés étant largement préférés. Les tableaux sont à réserver à la présentation de données structurées (résultats, etc.).
- Les appels de note de bas de page (petits chiffres en exposant, introduits par l'outil «  Source ») sont à placer entre la fin de phrase et le point final[comme ça].
- Les liens internes (vers d'autres articles de Wikipédia) sont à choisir avec parcimonie. Créez des liens vers des articles approfondissant le sujet. Les termes génériques sans rapport avec le sujet sont à éviter, ainsi que les répétitions de liens vers un même terme.
- Les liens externes sont à placer uniquement dans une section « Liens externes », à la fin de l'article. Ces liens sont à choisir avec parcimonie suivant les règles définies. Si un lien sert de source à l'article, son insertion dans le texte est à faire par les notes de bas de page.
- La présentation des références doit suivre les conventions bibliographiques. Il est recommandé d'utiliser les modèles {{Ouvrage}}, {{Chapitre}}, {{Article}}, {{Lien web}} et/ou {{Bibliographie}}. Le mode d'édition visuel peut mettre en forme automatiquement les références.
- Insérer une infobox (cadre d'informations à droite) n'est pas obligatoire pour parachever la mise en page.

Pour une aide détaillée, merci de consulter Aide:Wikification.
Si vous pensez que ces points ont été résolus, vous pouvez retirer ce bandeau et améliorer la mise en forme d'un autre article.
 (mai 2024).
Pour les articles homonymes, voir Niger (homonymie).
Fati Niger, de son vrai nom Fati Binta Mohammed Labaran, est une chanteuse, compositrice, interprète et actrice nigérienne. Née à Maradi, au Niger, elle est principalement connue pour sa chanson intitulée Girma Girma, sortie en 2013. Elle obtient en 2016 le titre de «Gimbiyar Mawakan Hausa», ce qui se traduit par « Princesse de la musique haoussa ». 

## Biographie
Fati Niger naît et grandit à Maradi, dans le village de Wurno au Niger. Dès son jeune âge, elle exprime une passion pour le chant, en particulier pour les chansons traditionnelles haoussa, qui sont principalement interprétées lors des nuits de pleine lune parmi les jeunes des villages haoussa. Elle reçoit une éducation coranique à Zarya Quarters dans l'État de Maradi avant de déménager au Nigeria pour poursuivre sa carrière de chanteuse. Fati Niger compose ses chansons principalement la nuit, profitant du calme pour créer. Utilisant les technologies modernes, elle enregistre souvent ses morceaux sur son téléphone pour les peaufiner ultérieurement. En 2016, elle obtient le titre de "Gimbiyar mawakan hausa" (Princesse de la musique haoussa) à Borgu, dans l'État du Nigeria.

## Carrière
Lors d'une visite à sa sœur à Kano, au Nigeria, Fati Niger découvre l'industrie florissante de la musique locale. Avec le soutien de sa sœur, elle décide de s'engager dans cette industrie. Elle rencontre Ali Baba dans un studio d'enregistrement à Kano, où elle commence sa carrière musicale. Son éducation coranique contribue à sa capacité à répondre aux exigences de sa nouvelle carrière. Ses premières chansons pour des films haoussa, telles que Sa'a et Gobe da Nisa, accroissent considérablement sa popularité. En 2013, elle sort son premier album, Girma Girma, qui connaît un succès notable, se vendant à des millions d'exemplaires.
En plus de sa carrière musicale, Fati Niger se lance dans l'acting et la production cinématographique. Elle produit plusieurs films, dont Kudiri et Sakatare, dans lesquels elle joue également un rôle principal. Fati Niger est reconnue pour ses nombreuses chansons de films, ses chansons politiques et ses chansons de parti, notamment en soutien à l'ancien gouverneur de l'État de Jigawa, Alhaji Sule Lamido. Sa chanson Girma Girma (en français: "Dieu est plus grand") est celle qui la rend célèbre. Elle a produit quatre albums et compte plus de 500 chansons à son actif. Elle apparaît également dans plusieurs films haoussa de l'industrie Kannywood,,. Elle a un studio du nom de "Girma-girma kreative limited".

## Discographie

### Albums
- Girma Girma (2013)

### Singles
- Girma Girma (2013)
- Sa'a
- Gobe da Nisa

## Filmographie
- Kudiri (productrice)
- Sakatare (actrice principale)